# Johannes Friedrich
Johannes Friedrich (Bielefeld, 20 giugno 1948) è un vescovo luterano tedesco.
Egli, dal 2007, è il principale vescovo della Chiesa evangelica luterana di Baviera, parte della Chiesa evangelica luterana unita di Germania; è un sostenitore dell'ecumenismo in Germania e del dialogo interreligioso.
Johannes Friedrich è figlio di un professore di teologia protestante, Gerhard Friedrich. È stato educato in una scuola di Erlangen e si è laureato nel 1967.